# Ficus hemsleyana
Ficus hemsleyana är en mullbärsväxtart som beskrevs av George King. Ficus hemsleyana ingår i släktet fikonsläktet, och familjen mullbärsväxter. Inga underarter finns listade i Catalogue of Life.